# Tommy Cassidy
Thomas Cassidy (Belfast, 18 de novembro de 1950 – 2 de agosto de 2024) foi um futebolista e treinador norte-irlandês que atuava na posição de meia.

## Carreira
Tommy Cassidy fez parte do elenco da Seleção Norte-Irlandesa de Futebol, da Copa de 1982.

## Morte
Cassidy morreu no dia 2 de agosto de 2024 aos 73 anos, após batalha contra o Alzheimer.